# Aleksandr Maly
Aleksandr Lvóvich Maly (en ruso: Александр Львович Малый) (7 de marzo de 1907 - 11 de agosto de 1962) fue un científico ruso de la etapa soviética. Formado como físico y matemático, se especializó en cohetes, siendo uno de los tres ingenieros principales directores del proyecto que culminó con el lanzamiento en órbita alrededor de la Tierra de Yuri Gagarin el 12 de abril de 1961. Maly se encargó de supervisar el desarrollo del cohete.

## Semblanza
Maly era hijo de un pequeño comerciante de Odesa, lugar del que también era originaria su esposa Susana. Ingresó como ingeniero en el Laboratorio de Dinámica de Gases a finales de la década de 1920, desarrollando experiencias pioneras con motores de propulsión iónica para su uso en naves espaciales. Sin embargo, los modestos resultados de estos motores como propulsores de despegue, le llevaron a abandonar esta línea de investigación, pasando a ser el supervisor principal del desarrollo del cohete que puso a Yuri Gagarin en órbita en 1961.

## Eponimia
- El cráter lunar Malyy lleva este nombre en su memoria.[3]